# Ben-Hur (film 2016)
Ben-Hur – amerykański film historyczny z 2016 w reżyserii Timura Biekmambietowa z Jackiem Hustonem i Tobym Kebbellem w rolach głównych, według scenariusza na podstawie powieści Lewisa Wallace’a pod tym samym tytułem.

## Fabuła
Czasy rzymskie w Judei. Żydowski książę Juda Ben Hur został fałszywie oskarżony o zdradę przez swego przyrodniego brata, oficera rzymskiego, Messalę. Trybunał rzymski skazał Judę na galery. Zbiegiem okoliczności młodemu galernikowi udało się uwolnić podczas jednej z potyczek morskich. Wraz z afrykańskim właścicielem koni wyścigowych przybył do Jerozolimy w poszukiwaniu zemsty.

## Obsada
- Jack Huston jako Juda Ben-Hur
- Toby Kebbell jako Messala Severus
- Rodrigo Santoro jako Jezus
- Nazanin Boniadi jako Ester
- Ajjelet Zurer jako Naomi Ben-Hur
- Pilou Asbæk jako Poncjusz Piłat
- Sofia Black-D’Elia jako Tirza Ben-Hur
- Morgan Freeman jako Ilderim
- Moises Arias jako Dyzma
- Francesco Scianna jako Kadeem